# سرفل ذهبي

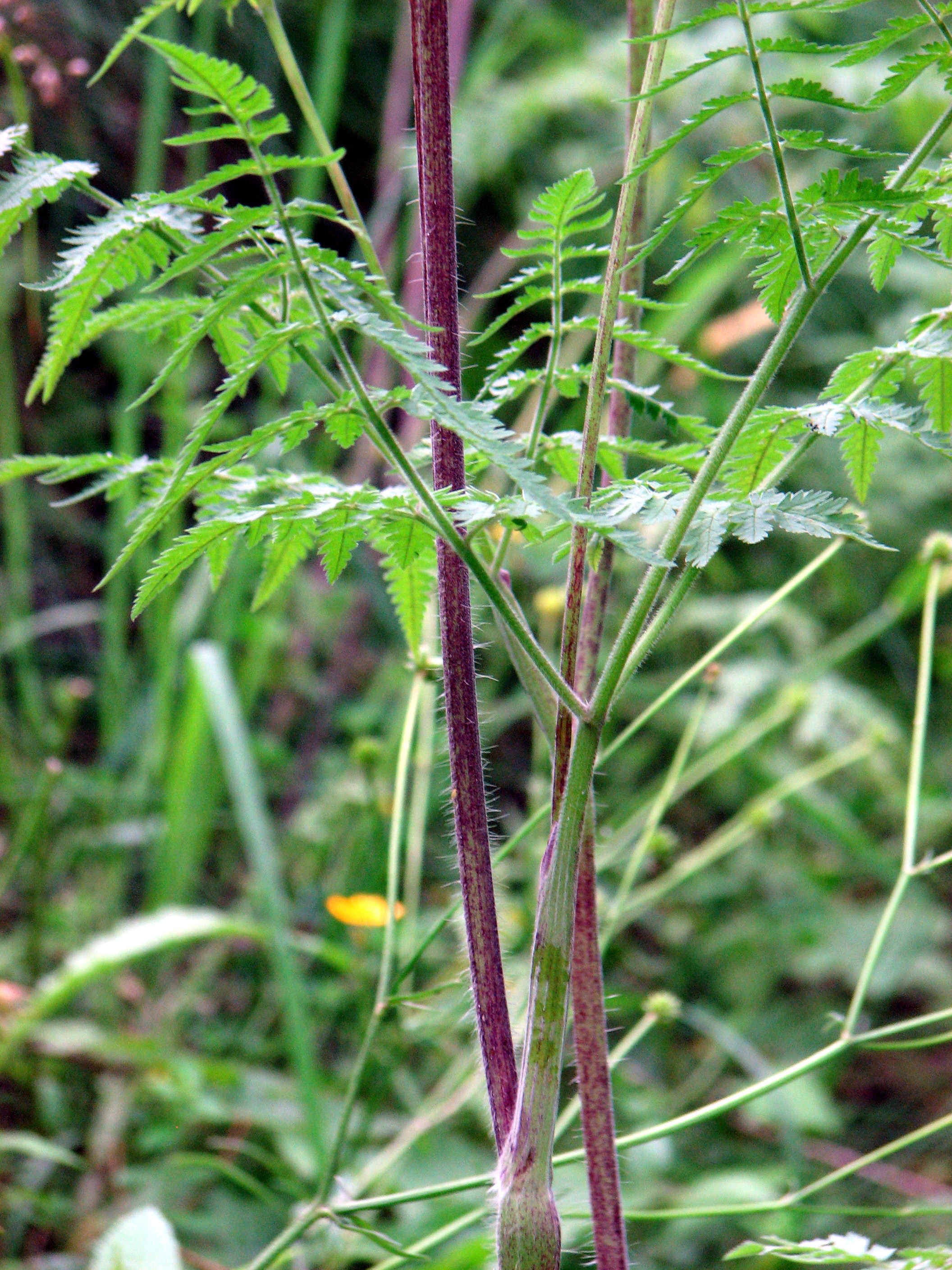

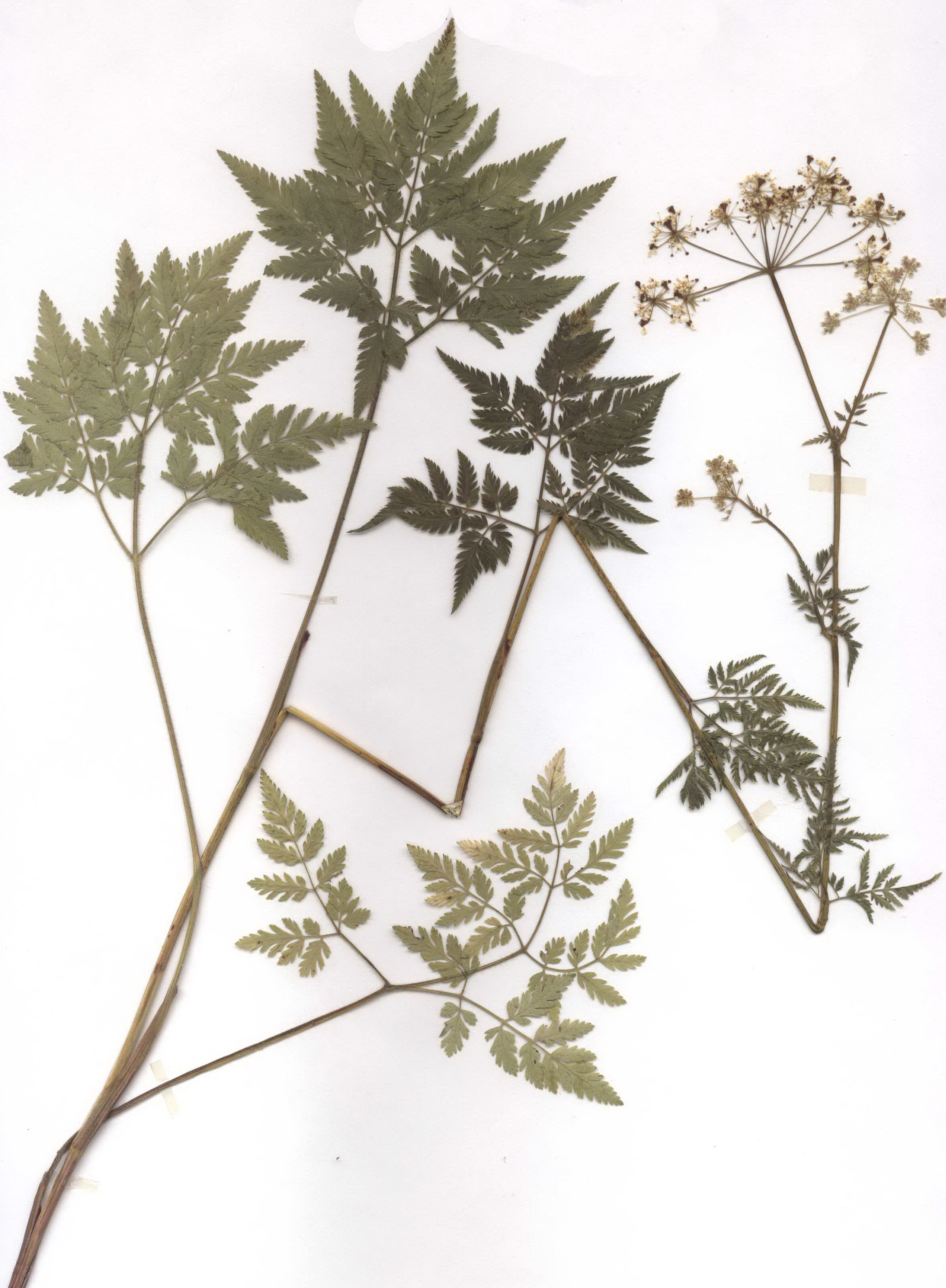

سرفل ذهبي (الاسم العلمي:Chaerophyllum aureum) هو نوع من النباتات يتبع جنس السرفل من الفصيلة الخيمية.